# Гаскелл Каррі
Га́скелл Брукс Каррі (англ. Haskell Brooks Curry; 12 вересня 1900, Массачусетс — 1 вересня 1982, Пенсільванія) — американський математик і логік.
Програма його досліджень сприяла становленню конструктивного підходу до вироблення основ математики. Істотно вплинув на розвиток логіки, давши початок логіці Черча-Каррі. Сприяв формуванню напряму структуралізму і формалізму в метаматематиці. Ним розроблені основи комбінаторної логіки, яка, своєю чергою, стала стимулом становлення парадигм програмування, серед яких аплікативне і Функційне програмування.
На його честь було названо дві мови програмування Curry, Haskell, а також метод Каррінгу, який використовують для трансформації функцій в математиці і інформатиці. 